# Принс, Тим
Тим Принс (нидерл. Tim Prins; род. 3 августа 2003 года, в Яуре) — нидерландский конькобежец, серебряный призёр чемпионата мира, бронзовый призёр чемпионата Европы, серебряный призёр чемпионата Нидерландов. Выступает за команду «Reggeborgh».

## Биография
Тим Принс начал кататься на коньках в возрасте 5-ми лет в общине Фриске Маррен в городке Яуре, пойдя по стопам своего отца Сыце Принса, который участвовал в марафонских соревнованиях в Эльфстедентохте в 1986 и 1997 годах по натуральному льду в Нидерландах.
С 9-ти лет он уже соревновался в местном клубе. В 2019 году Принс выиграл свою первую медаль на юниорском чемпионате Нидерландов, а через год завоевал 3 бронзы на дистанциях 500, 1000 и 1500 метров. В сезоне 2021/22 выступал на дебютном Кубке мира среди юниоров и сразу взял три золота на дистанции 1500 м, а на остальных дистанциях выиграл четыре серебра и одну бронзу. В январе 2022 года он дебютировал на чемпионате мира среди юниоров, где одержал победу в забеге на 1500 м, стал 3-м на 1000 м, 2-м в командной гонке преследования и 2-м в сумме многоборья.
В 2023 году Принс выиграл юниорский чемпионат Нидерландов в забегах на 500, 1500 м и в командном спринте, выиграл пять золотых медалей на юниорском Кубке мира. В феврале на чемпионате мира среди юниоров в Инцелле выиграл золото в командной гонке, серебро в командном спринте и на дистанции 1000 м, а также бронзу в сумме многоборья. Он присоединился к голландской команде по конькобежному спорту «Reggeborgh» под руководством известного тренера Герарда ван Велде. 
В своём первом сезоне среди взрослых он выступил на этапах Кубка мира, стал 2-м на дистанции 1000 м на Национальном чемпионате.
В январе на дебютном чемпионате Европы в Херенвене Принс завоевал бронзу в забеге на 1000 м, следом на 5-м этапе Кубка мира в Солт-Лейк-Сити занял 2-е место в забеге на 1000 м. В феврале на своём первом чемпионате мира на отдельных дистанциях в Калгари завоевал серебряную медаль в командном спринте, на дистанции 1000 метров занял 5-е место, а через месяц стал 3-кратным золотым призёром на чемпионате Нидерландов среди новичков.